# Idelette de Bure

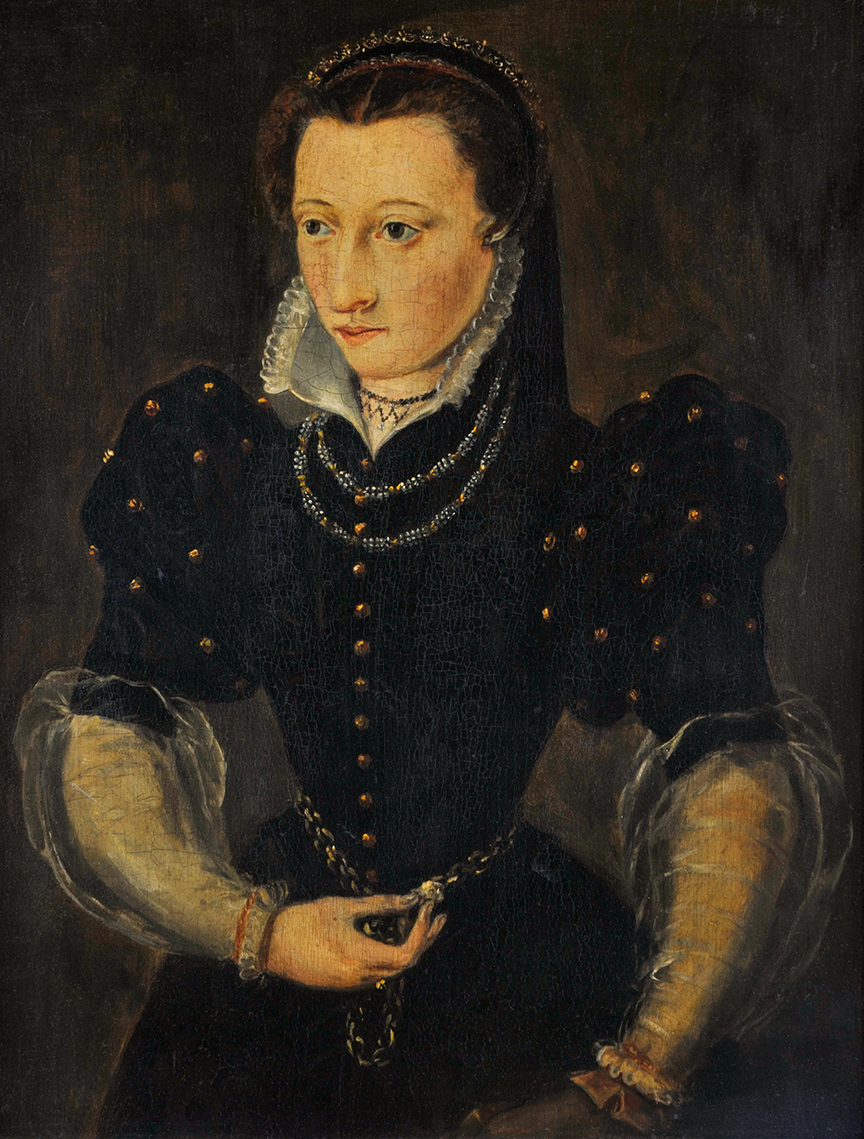
Idelette de Bure

Idelette de Bure (waarschijnlijk Luik, omstreeks 1505 - Genève, april 1549) was de vrouw van Johannes Calvijn. Zij bekeerde zich van het anabaptisme tot het calvinisme en was een trouwe bondgenoot van de hervormer.

## Levensloop
De Bure was afkomstig uit een voorname Luikse familie. Over haar jeugd is weinig bekend.
Omstreeks 1525 huwde zij in de Luikse Sint-Veronicakerk met Jean Stordeur, een van de leiders van de Luikse anabaptistische beweging. Het huwelijk werd gezegend met een zoon en een dochter. Nadat de Luikse geestelijkheid zich in 1531 tegen Stordeur keerde, vluchtte deze laatste met zijn gezin naar Straatsburg. In 1535 vestigde het gezin zich in het Zwitserse Bazel waar ze Calvijn ontmoetten. Stordeur en De Bure hadden lange gesprekken met de hervormer over de fundamentele dogma's van het christendom. Uiteindelijk bekeerden ze zich en sloten ze zich aan bij de reformatiebeweging van Calvijn. Het gezin keerde terug naar Straatsburg maar bleef contact houden met de hervormer. Begin 1540 stierf Stordeur aan de gevolgen van de pest.
Ondertussen vonden de vrienden van Calvijn, die nog steeds vrijgezel was, het tijd dat hij zou huwen. De hervormer, die aan het huwelijk een hogere waarde gaf dan aan het vrijgezellenbestaan, vond dat zijn toekomstige vrouw zes eigenschappen moest hebben: bescheiden, toegeeflijk, niet arrogant, niet extravagant, geduldig en zorgzaam, vanwege zijn zwakke gezondheid. Het was Martin Bucer die in de weduwe Idelette de Bure de ideale partner voor Calvijn zag. Zij huwden in augustus 1540.
In 1541 vestigde Calvijn en zijn vrouw zich in Genève. Het jaar nadien werd een zoon, Jacques, geboren maar deze stierf na 22 dagen. Daarop volgden nog de geboorte van twee dochters maar ook zij stierven op zeer jonge leeftijd. Ondanks haar eigen zwakke gezondheid en de zorg voor haar echtgenoot was De Bure zeer actief in de zieken- en armenzorg in Genève. Zij stierf ten slotte in 1549 na een slepende ziekte.
Calvijn schreef na haar dood in brieven aan zijn vrienden dat hij zich Idelette steeds zou blijven herinneren als een trouwe vriendin in zijn missie en als de beste vriendin in zijn leven die een grote persoonlijkheid had en die nooit over haar eigen problemen wou praten. Als eerbetoon bleef hij vrijgezel tot aan zijn dood.
De Amerikaanse auteur Edna Gerstner schreef in 1963 de novelle Idelette, geïnspireerd op haar leven aan de zijde van Calvijn.

## Trivia

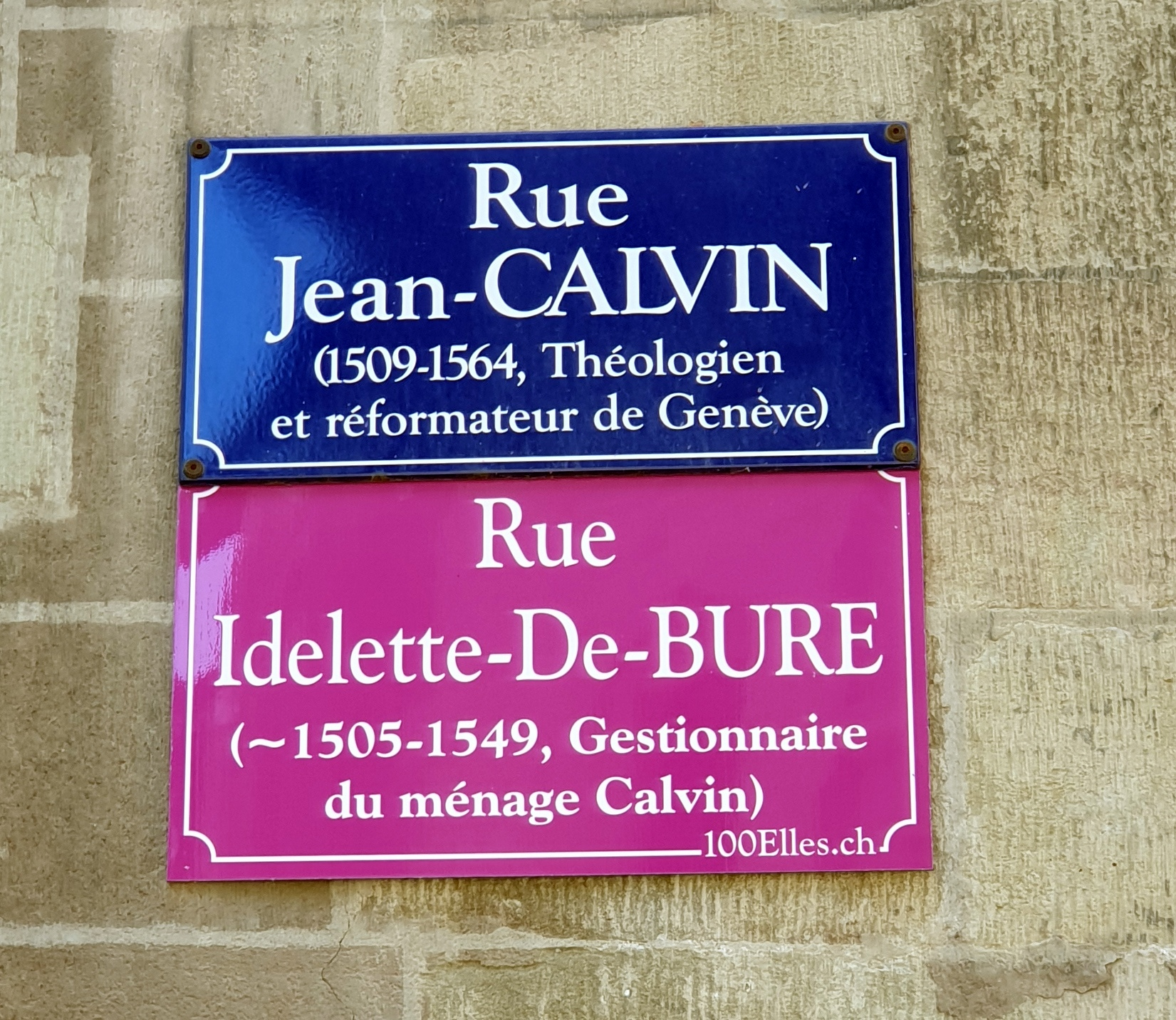
Alternatief straatnaambord van de actie 100Elles* in Genève, 2019.

- In 2019 werd in Genève door de actie 100Elles* een alternatief straatnaambord opgericht ter ere van Idelette de Bure.